# David Collenette
David Michael Collenette (né le 24 juin 1946 à Londres, en Angleterre) est un ancien homme politique canadien qui fut membre du Parti libéral du Canada de 1974 à 2004.

## Biographie
D'abord élu à la Chambre des communes du Canada dans la circonscription de York-Est sous le gouvernement de Pierre Trudeau le 8 juillet 1974, il est défait à deux reprises dans sa carrière. La première fois lors de la victoire du Parti progressiste-conservateur de Joe Clark en 1979 (il est réélu l'année suivante) et encore lors de la première victoire électorale de Brian Mulroney en 1984. Il revient en politique neuf ans plus tard, se faisant élire dans la circonscription de Don Valley-Est dans l'élection de 1993, et fait son entrée au conseil des ministres de Jean Chrétien. Il est d'abord ministre des Anciens combattants et ministre de la Défense nationale. Durant cette période il se retrouve au centre de l'affaire Somalie et est très critiqué pour la décision du gouvernement de couper court à l'enquête. À cause de ceci, et d'un autre incident où il est intervenu auprès d'un juge en faveur d'un de ses commettants, il démissionne du Cabinet.
Après seulement quelques mois à l'arrière-banc, il revient au Cabinet en tant que ministre des Transports. Dans ce portefeuille ses décisions les plus importantes sont celles qui mènent à la fusion de Canadian Airlines et Air Canada. Il réussit également à obtenir la première augmentation substantielle de fonds pour VIA Rail depuis les coupures imposées en 1981, 1990 et 1994.
Le 11 septembre 2001, la FAA ferme l'espace aérien américain après une série d'attaques terroristes sur le World Trade Center et le Pentagone. Après que le FAA a fermé l'espace aérien américain, Collenette réagit rapidement et ferme également l'espace aérien canadien afin d'accueillir les vols internationaux à destination des États-Unis qui avaient été forcés de dévier de leur trajectoire, lançant l'opération ruban jaune de Transports Canada. Au total, 255 vols contenant 44 519 passagers sont détournés vers 15 aéroports canadiens. Dans la période qui suit, Collenette applaudit la façon dont les Canadiens ont réagi à la crise. Lui, Jean Chrétien, l'ambassadeur américain Paul Cellucci et d'autres personnalités provinciaux et locaux ont présidé au service canadien de commémoration pour marquer le premier anniversaire du 11 septembre à l'aéroport international de Gander, à Terre-Neuve-et-Labrador. Là, il dévoile avec Chrétien une plaque commémorative en honneur des actes de compassion démontrés à l'égard des passagers, non seulement à Gander, mais à travers le pays.
Collenette est l'un des plus grands loyalistes de Chrétien au cabinet. Lorsque Paul Martin est élu chef du Parti libéral et devient premier ministre, il est exclu du cabinet. Le 29 janvier 2004, il annonce sa retraite de la politique. Il travaille depuis dans le secteur privé.